# The Goddess – Music for the Ancient of Days
The Goddess – Music for the Ancient of Days je studiové album amerického avantgardního hudebníka Johna Zorna, vydané v červnu roku 2010 u Tzadik Records. Album produkoval John Zorn.

## Seznam skladeb
Všechny skladby napsal John Zorn.
| Pořadí | Název                 | Délka |
| ------ | --------------------- | ----- |
| 1.     | Enchantress           | 7:44  |
| 2.     | Ishtar                | 5:36  |
| 3.     | Heptameron            | 5:17  |
| 4.     | White Magick          | 6:37  |
| 5.     | Drawing Down the Moon | 5:49  |
| 6.     | Beyond the Infinite   | 11:51 |
| 7.     | Ode to Delphi         | 4:43  |

## Sestava
- Rob Burger – piáno
- Trevor Dunn – baskytara
- Carol Emanuel – harfa
- Ben Perowsky – bicí
- Kenny Wollesen – vibrafon
- Marc Ribot – kytara